# Худобашевы
Худобашевы — древний имеретинский дворянский род
Издревле жительство имели в Кутаиси и были в почтении у Царей. После взятия города турками обитатели подверглись разным бедствиям, многие эмигрировали. Артемий Худобашев удалился в Персию и оттуда сына своего, Макара, отправил в Россию, в удостоверение чего представлено от бывших при Всероссийском Дворе из Имеретии послов свидетельство. 26 января 1787 года по определению Правительствующего Сената, согласно желанию Макара Худобашева, принят он с детьми в вечное России подданство, учинил на оное присягу, и велено их числить Имеретинскими дворянами.
- Худобашев, Александр Макарович (1780—1862) — российский писатель, языковед, действительный статский советник.
- Худобашев, Артемий Макарович (ок. 1770 — не ранее 1839) — бывший одесский почтмейстер, младший член Бессарабской конторы иностранных поселенцев, надворный советник. Кишиневский знакомый Пушкина[1].

## Описание герба
B верхней части щита, в правом золотом поле, крестообразно означены два меча; в левом голубом поле изображен золотой крест, а под ним, у подошвы щита, — море, диагонально же к левому углу — каменная гора. В нижней половине, в красном поле, серебряная луна, рогами обращенная вверх, а над нею золотой хлебный сноп.
На щите дворянский коронованный шлем. Нашлемник: три страусовых пера. Намёт на щите голубой и красный, подложенный золотом. Щит держат с правой стороны орел, а с левой стороны — лев. Герб рода Худобашевых внесен в Часть 10 Общего гербовника дворянских родов Всероссийской империи, стр. 119.